# Захари Бояджиев
Захари (Захария) Дойчев Бояджиев е български възрожденски просветен деец в Източна Македония.

## Биография
Бояджиев е роден около 1840 година в град Хасково, тогава в Османската империя, днес в България. Учи в Пловдив при Йоаким Груев. Владее няколко езика. В 1869 година става учител в село Гайтаниново. Училището му постепенно се превръща в център за подготовка на българските учители в Източна Македония - Неврокопско, Драмско и Сярско. Бояджиев поддържа кореспонденция със Стефан Веркович и пише във вестник „Македония“. В 1869 година Бояджиев свиква в Гайтаниново Народен събор на представителите на българските общини в Източна Македония, на който се отхвърля върховенството на Цариградската патриаршия. Учителства също в Сопот (1865), Струмица и Хасково (1872 – 1873), където активно участва в дейността на местното читалище.
За него Васил Кънчов пише следното:
| „ | В Узунджово чрез свои познати търговци гайтаниновци условили един от добрите Груеви ученици — Захария Бояджиев. Младият момък бил посрещнат в Гайтаниново с голяма радост. Той почнал да преподава на български и в скоро време при него се събрали всичките даскали от околността, които дотогава преподавали гръцка книга, да научат български. Тук се събрали прежният гайтаниновски учител Прокопов, либяховския учител Георги, който отвори училището в Броди и Старчища, учителят от Белотинци и др. За късо време успехите били превъзходни и Бояджиев спечелил голяма слава в околността. | “ |

Захари Бояджиев умира в 1910 година.